# Святая Лейя

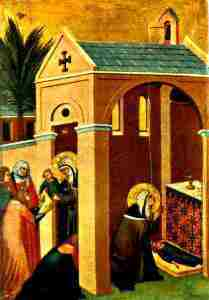
Святая Леа Римская

Святая Леа (умерла ок. 383 г.) — святой четвёртого века Римско-католической церкви, почитавшийся Иеронимом.
Лия Римская известна только по свидетельству её любимого друга, ученого Святого Иеронима. Иероним, ученый монах, наиболее известный своим латинским переводом Библии (Вульгата), является единственным источником церковной информации о святой Лии, биографические подробности которой неизвестны. Римская аристократка, родившаяся в богатой и привилегированной семье, была современницей Джерома. Однако вскоре после замужества она овдовела и осталась весьма обеспеченной в финансовом отношении. Однако вместо того, чтобы удалиться от дел в качестве богатой вдовы, она вступила в женский монастырь посвященных дев в городе, потеряв все деньги и общественное положение, которыми обладала. В последующие годы она была назначена настоятельницей монастыря.
Святая Леа поддерживала дом, которым управляла святая Марселла, работая мелкой прислугой, а позже стала настоятельницей группы.
Судя по всему, она умерла в 384 году, когда святой Иероним и святая Марселла читали 73-й псалом и работали над ним. В письме, сообщающем о её смерти другим жителям Рима, святой Иероним пишет святой Марселле, что святая Леа, женщина строгая, послушная и совершавшая замечательные аскезы, скончалась. Он назвал её «благословенной», подчеркнув, что добродетели этой женщины достойны небес. Джером не приводит биографию Леа, поскольку предполагает, что Марселла знает Леа, и вместо этого концентрируется на её достоинствах.
Иероним проводит параллель с притчей о Лазаре и нырянии:
Кто воздаст хвалу благословенной Леа так, как она того заслуживает? Она перестала красить лицо и украшать голову сверкающими жемчужинами.  Она сменила свое богатое одеяние на вретище и перестала командовать другими, чтобы повиноваться всем.  Она жила в углу, окруженная немногочисленной мебелью; она проводила ночи в молитве и наставляла своих спутников своим примером, а не протестами и речами.  И она с нетерпением ждала своего прибытия на небеса, чтобы получить воздаяние за те добродетели, которые она проявляла на земле.
Затем он сравнивает её с консулом, который жил в богатстве и будет страдать в загробной жизни, и призывает Марселлу служить Иисусу, а не миру.
Джером заканчивает свое письмо призывом к Марселле вспомнить урок из жизни святой Леи:
{{цитата|Мы не должны позволять деньгам давить на нас или опираться на посох мирской власти. Мы не должны стремиться обладать одновременно Христом и миром. Нет; вечное должно занять место преходящего; и поскольку, с физической точки зрения, мы ежедневно ожидаем смерти, если мы хотим бессмертия, мы должны осознавать, что мы всего лишь смертны.
Использование Джеромом прилагательного "благословенная" считается достаточным доказательством почитания Леи Римско-католической церковью, где день ее памяти приходится на 22 марта.
Имя "Леа", вероятно, является производным от еврейского слова "Лия", означающего "усталая", или от халдейского имени, означающего "госпожа" или "правительница" на аккадском языке. В Книге Бытия, 29, Лия рассматривается как первая жена Иакова и мать семерых его сыновей. его дети.

## Книга святых – Леа
- Монахи Рамсгейта. Книга святых "эа", 1921 год.. CatholicSaints.Info. 4 ноября 2014 года. Веб. 12 января 2018 года.[8] святая Леа — патрион святой послушания